# Stiftelsen Ingmarsö Norrgård och Skola
Stiftelsen Ingmarsö Norrgård och Skola är en näringsdrivande stiftelse som bildades i november 2006 av Österåkers kommun och Ingmarsö byalag. Stiftelsens syfte är att förvalta och bevara Norrgårdens och missionshusets fastigheter. Stiftelsens ändamål är enligt stadgarna bland annat att ”verka för att bevara kulturmiljöer på Ingmarsö med dess egenart, naturvärden och landskapsbild”.

## Norrgården
Norrgården testamenterades till Österåkers kommun av syskonen August och Viktoria Johansson, som var de sista enskilda ägarna av gården. Gården är en av Ingmarsö ursprungliga gårdar med anor från 1600-talet.

### Förvaltning
Stiftelsen har sedan starten arbetat med långsiktig förvaltning av gården genom en fastställd skötselplan för marken och en vårdplan för byggnaderna. En stor del av åtgärderna i förvaltningen med byggnadsvård sker i samråd med Länsstyrelsen.

### Drift och verksamhet
Gården består av de två boningshusen, som nyttjas för bed and breakfast, och en rad ekonomibyggnader för olika ändamål. I det gamla sädesmagasinet och i vagnslidret finns det prisbelönta Ingmarsö Brottö hembygdsmuseum. Till gården hör också en hel del mark bestående av jordbruksmark och skog.
Genom en donation finns det sedan 2022 en ny arrendatorsbostad på fastigheten.

### Ekonomiskt stöd och utveckling
Under senare år har stiftelsen erhållit ekonomiskt stöd för att stödja sitt arbete med att bevara och utveckla natur- och kulturmiljöer på Ingmarsö. I januari 2025 beslutade Österåkers kommun att bevilja ytterligare 2 miljoner kronor för att stödja stiftelsens arbete med att bevara och utveckla natur- och kulturmiljöer på Ingmarsö.

### Framtid och vision
Stiftelsen arbetar för att skapa en långsiktig och hållbar förvaltning av Norrgården och öns kulturarv. Genom samarbete med lokala aktörer och stöd från kommunen strävar stiftelsen efter att bevara Ingmarsös unika landskap och kulturmiljö för framtida generationer.

## Ingmarsö Missionshus
Stiftelsen har som gåva erhållit Ingmarsö Missionshus. Byggnaden arrenderas av Ingmarsö Frikyrkoförsamling.